# Dendrocnide
Dendrocnide Miq. è un genere di piante della famiglia Urticaceae.

## Distribuzione e habitat
Il genere è diffuso in India, Sri Lanka, Cina, nel sudest asiatico, in Australia e in diverse isole del Pacifico.

## Tassonomia
Comprende le seguenti specie:
- Dendrocnide amplissima (Blume) Chew
- Dendrocnide basirotunda (C.Y.Wu) Chew
- Dendrocnide carriana Chew
- Dendrocnide celebica Chew
- Dendrocnide contracta (Blume) Chew
- Dendrocnide corallodesme (Lauterb.) Chew
- Dendrocnide cordata (Warb. ex H.Winkl.) Chew
- Dendrocnide cordifolia (L.S.Sm.) Jackes
- Dendrocnide crassifolia (C.B.Rob.) Chew
- Dendrocnide densiflora (C.B.Rob.) Chew
- Dendrocnide elliptica (Merr.) Chew
- Dendrocnide excelsa (Wedd.) Chew
- Dendrocnide gigantea (Poir.) Chew
- Dendrocnide harveyi (Seem.) Chew
- Dendrocnide kajewskii Chew
- Dendrocnide kjellbergii Chew
- Dendrocnide kotoensis (Hayata ex Yamam.) B.L.Shih & Yuen P.Yang
- Dendrocnide latifolia (Gaudich.) Chew
- Dendrocnide longifolia (Hemsl.) Chew
- Dendrocnide luzonensis (Wedd.) Chew1
- Dendrocnide meyeniana (Walp.) Chew
- Dendrocnide microstigma (Gaudich. ex Wedd.) Chew
- Dendrocnide mirabilis (Rech.) Chew
- Dendrocnide morobensis Chew
- Dendrocnide moroides (Wedd.) Chew
- Dendrocnide nervosa (H.J.P.Winkl.) Chew
- Dendrocnide oblanceolata (Merr.) Chew
- Dendrocnide peltata (Blume) Miq.1
- Dendrocnide photiniphylla (Kunth) Chew
- Dendrocnide pruritivus H.St.John
- Dendrocnide rechingeri (H.J.P.Winkl.) Chew
- Dendrocnide rigidifolia (C.B.Rob.) Chew
- Dendrocnide schlechteri (H.J.P.Winkl.) Chew
- Dendrocnide sessiliflora (Warb.) Chew
- Dendrocnide sinuata (Blume) Chew
- Dendrocnide stimulans (L.f.) Chew
- Dendrocnide subclausa (C.B.Rob.) Chew
- Dendrocnide ternatensis (Miq.) Chew
- Dendrocnide torricellensis (Lauterb.) Chew
- Dendrocnide urentissima (Gagnep.) Chew
- Dendrocnide venosa (Elmer) Chew
- Dendrocnide vitiensis (Seem.) Chew